# 張正龍
張正龍（1988年2月17日—），台湾職業魔術師，同時也是職業手影師。2010年受邀至綜藝節目《綜藝大哥大》演出手影秀後開始受到關注，現今已成為台灣電視媒體及報章雜誌上曝光最多的手影表演者，被媒體封為「台灣首席手影大師」。2018年擔任蕭敬騰金曲獎手影表演幕後技術指導。2019~2020年受邀至奇美博物館《有影無影？影子魔幻展》參展。目前著作有《手機變魔術》及《勾影人心》兩本書。

## 著作
《勾影人心 ：一起來玩魔幻手影吧！》，腳ㄚ文化出版社，2014年1月7日出版，ISBN：9789867637857
《手機變魔術 ：雲端魔術降臨，從低頭族變身手機魔術達人》，高寶出版社，2014年4月16日出版，ISBN：9789861859880

## 媒體經歷
- 三立都會台《綜藝大熱門》 嘉賓演出
- 中天電視台《大學生了沒》嘉賓演出
- 衛視中文台《歡樂智多星》嘉賓演出
- MOMO親子台《魔法小學堂》嘉賓演出
- 緯來綜合台《愛呦我的媽》嘉賓演出
- 中央電視台《我要上春晚》嘉賓演出
- 浙江衛視《中國夢想秀》嘉賓演出
- 北京電視台《北京客》嘉賓演出
- 麥卡貝《現在宅知道》嘉賓演出
- 中視《超級模王大道》嘉賓演出
- 中視《最強大國民》嘉賓演出
- 中視《達人總動員》嘉賓演出
- 中視《綜藝大哥大》嘉賓演出
- 中視《全民藝起來》嘉賓演出
- 民視《台灣那麼旺》嘉賓演出
- 民視《新兵進行曲》嘉賓演出
- 台視《鑽石夜總會》嘉賓演出
- 年代《今晚誰當家》嘉賓演出